# Lotto Ladies
El Lotto Ladies (código UCI: LOL) es un equipo ciclista femenino de Bélgica de categoría UCI Women's Team, máxima categoría femenina del ciclismo en ruta a nivel mundial. El equipo se estableció en 2006 y sus colores son blanco, negro y rojo. El director del equipo y representante es Kurt Van De Wouwer, y el subdirector del equipo es Annelies Dom. Los patrocinadores son Lotto (asociado con la lotería belga) y Soudal (un fabricante de adhesivos).

## Material ciclista
El equipo utiliza bicicletas de la marca Ridley, con componentes Campagnolo y equipamiento deportivo Vermarc.

## Clasificaciones UCI
Las clasificaciones del equipo y de su ciclista más destacado son las siguientes:
| Temporada | Clasificación por equipos | Mejor corredora     | Posición |
| 2016      | 11.º                      | Claudia Lichtenberg | 32.ª     |
| 2017      | 11.º                      | Lotte Kopecky       | 41.ª     |

## Palmarés
Para años anteriores véase: Palmarés del Lotto Ladies.

### Palmarés 2025

#### UCI WorldTour
| Fechas | Carreras | Ganadora |
|        |          |          |

#### UCI ProSeries
| Fechas | Carreras | Ganadora |
|        |          |          |

#### Calendario UCI Femenino
| Fechas      | Carreras                | Ganadora          |
| 13 de julio | Gran Premio CHW Beveren | Katrijn De Clercq |

#### Campeonatos nacionales
| Fechas | Carreras | Ganadora |
|        |          |          |

## Plantillas
Para años anteriores, véase Plantillas del Lotto Ladies

### Plantilla 2024
| Integrantes del equipo 2024 | Integrantes del equipo 2024 | Integrantes del equipo 2024               | Integrantes del equipo 2024 |
| Corredor                    | Fecha de nacimiento         | Equipo previo                             |                             |
| --------------------------- | --------------------------- | ----------------------------------------- | --------------------------- |
| Wilma Aintila               | 12 de abril de 2004         | Team Rytger powered by Carl Ras (2022)    |                             |
| Maureen Arens               | 16 de abril de 2003         | AG Insurance-Soudal Quick-Step (2023)     |                             |
| Fauve Bastiaenssen          | 22 de octubre de 1997       |                                           |                             |
| Dina Boels                  | 14 de enero de 2005         |                                           |                             |
| Katrijn De Clercq           | 5 de febrero de 2002        |                                           |                             |
| Thalita De Jong             | 6 de noviembre de 1993      | Liv Racing TeqFind (2023)                 |                             |
| Audrey De Keersmaeker       | 9 de julio de 1999          | De Ceuster-Bonache Cycling Team (2023)    |                             |
| Mieke Docx                  | 8 de junio de 1996          | Doltcini-Van Eyck-Proximus (2021)         |                             |
| Esmée Gielkens              | 12 de septiembre de 2001    |                                           |                             |
| Alberte Greve               | 16 de septiembre de 2005    | Team Rytger powered by Carl Ras (2023)    |                             |
| Julie Hendrickx             | 8 de agosto de 2003         | Bingoal-Chevalmeire-Van Eyck Sport (2022) |                             |
| Julie Nicolaes              | 1 de enero de 2004          |                                           |                             |
| Samantha Scott              | 1 de mayo de 2005           |                                           |                             |
| Quinty van de Guchte        | 9 de septiembre de 1999     | Keukens Redant (2022)                     |                             |
| Anna van Wersch             | 14 de agosto de 2001        | VD Velden Adviseurs (2023)                |                             |
| Sterre Vervloet             | 26 de noviembre de 2003     |                                           |                             |
|                             |                             |                                           |                             |
| Fuente: ProCyclingStats     |                             |                                           |                             |